# Antarctobiotus australis
Antarctobiotus australis är en kräftdjursart som beskrevs av Lewis 1972. Antarctobiotus australis ingår i släktet Antarctobiotus och familjen Canthocamptidae. Inga underarter finns listade i Catalogue of Life.